# Bălăceanu
Bălăceanu est une commune roumaine située dans le județ de Buzău.